# Bogrund (Vårdö, Åland)
Bogrund är en ö på Åland (Finland). Den ligger i Skärgårdshavet och i kommunen Vårdö i landskapet Åland, i den sydvästra delen av landet. Ön ligger omkring 41 kilometer nordöst om Mariehamn och omkring 260 kilometer väster om Helsingfors.
Öns area är 14,5 hektar och dess största längd är 0,7 kilometer i sydväst-nordöstlig riktning.
Bogrund har Gerskär och Björkskär i norr, Viggskär och Långersö i sydöst samt Hamnö i väster.
Terrängen på Bogrund är platt och består av kala klipphällar med gräs, ljung, en och lågväxta tallar i skrevorna. På norra sidan finns ett stort hällkar, nästan en inmar. Öns area är 0,12 kvadratkilometer. I vattnen runt Bogrund finns många grynnor och stenar.
På Bogrund finns en fritidsfastighet vid den södra stranden.